# Dworzyszcze (rejon solecznicki)
Dworzyszcze (lit. Dvarykščiai) − wieś na Litwie, w rejonie solecznickim, 4 km na północny zachód od Turgieli, zamieszkana przez 5 ludzi. Przed II wojną światową w Polsce, w powiecie wileńsko-trockim województwa wileńskiego.

## Urodzeni w Dworzyszczach
- Paweł Rogiński − polski inżynier, rolnik, polityk, poseł na Sejm kontraktowy[3].